# Gary Barlow
Gary Barlow, OBE (Frodsham, 20 de janeiro de 1971) é um músico inglês, membro da banda Take That. Gary é um dos compositores mais bem sucedidos do Reino Unido e de carreira internacional, tendo inúmeros #1 como compositor e como cantor na banda Take That. Em 2012 foi condecorado com a Ordem do Império Britânico (classe4), por serviços prestados à música, às Forças Armadas do Reino Unido e dos Estados Unidos da América e à caridade.

## Carreira
Quando tinha apenas 15 anos, entrou numa competição na cadeia televisiva BBC, chamada A Song for Christmas. Entrou nas semifinais, com a sua canção "Let's Pray for Christmas" e foi convidado a gravá-la em Londres. Isto inspirou Gary a fazer actuações, onde interpretava covers de outros, mas também temas de sua autoria.
Barlow editou o seu primeiro single, "Love Is In the Air", aos 18 anos, numa banda que tinha como nome Kurtis Rush. Nessa altura foi apresentado a Nigel Martin Smith, o autor e então empresário dos Take That. Considerado um dos maiores compositores dos anos 90, Gary escreveu mais de 16 singles de sucesso dos Take That. Depois da banda se separar, em 1996, Gary editou dois álbuns a solo, intitulados Open Road e Twelve Months, Eleven Days. Teve dois êxitos em primeiro lugar nos Tops e cinco no Top 40.
Foi cinco vezes premiado num dos prêmios mais prestigiados no campo da música, os Ivor Novello Awards. Em 2011, entrou para o júri do The X Factor (Reino Unido). Lançou em 2013, novo CD solo, Since I Saw You Last.  Fora da Europa, América do Norte e América do Sul, Barlow teve seu maior sucesso "Back For Good" de 1995 lançado como faixa e tema por várias minisséries, telenovelas e programas da Austrália e Nova Zelândia nos anos posteriores a 1995, rendendo milhões. Seus trabalhos solo, assim como os de Robbie Williams, foram recorde absoluto de vendas em Israel. Fontes ligada à família de Barlow garantem que parte da família é originária da Alemanha e a outra parte (de seu pai) da Inglaterra. Os hobbies de Barlow são os de comprar mansão em bairros nobres da Inglaterra e fazer viagens para Lisboa, Miami (Estados Unidos) e Beverly Hills (Califórnia - EUA) onde Robbie Williams mora com a esposa norte-americana  e as filhas. No ano de 1997 durante a promo tour do CD solo Open Road, fez shows em casas de pequena expressão do Rio de Janeiro, o que também resultou em boa vendagem de seu CD no mercado brasileiro naquele ano. Nos anos 1990, Barlow costumava ficar na orla carioca do Rio de Janeiro (ele e a atriz norte-americana Demi Moore). Em 1999, teve que interromper sua carreira devido a uma forte depressão causada pela perda do contrato com a gravadora e o insucesso em sua carreira solo, que nos dias atuais, segundo Barlow, fora superado graças ao seu casamento com a ex-dançarina mãe de seus filhos Dawn Andrews, antiga namorada e noiva do cantor afro-nigeriano inglês Seal.

## Discografia

### Álbuns
- Open Road (1997)
- Twelve Months, Eleven Days (1999)
- Sing (2012)
- Since I Saw You Last (2013)

### Singles
- "Forever Love"
- "Love Won't Wait"
- "So Help Me Girl"
- "Open Road"
- "Superhero"
- "Hang on in There Baby"
- "Stronger"
- "For All That You Want"
- "Lie to Me"
- "Shame" (com Robbie Williams)
- "Sing" (com The Commonwealth Band)
- "Let Me Go"
- "Face To Face" (com Elton John)

## Vida pessoal
Barlow se casou em 2000 com a dançarina Dawn Andrews, e eles tem três filhos: Daniel, Daisy e Emily. Em 2012, sua esposa esteve grávida, mas a filha que se chamaria Poppy, nasceu morta. Logo depois do acontecido, ele se apresentou na Cerimônia de Encerramento dos Jogos Olímpicos de 2012, junto com o Take That, onde foi elogiado pela mídia pela força e determinação ao subir ao palco logo depois da tragédia. Em sua apresentação, claramente pode se ver que ele estava abatido e triste.
Em 2011, durante a exibição ao vivo do The Xtra Factor, ele entra no Twitter, onde recebe quase que imediatamente, cerca de 300 000 seguidores. Dois meses depois, Barlow chega a 1 000 000 de seguidores na rede social. Em 2013, ele chega a 3 milhões.
Em sua auto biografia My Take, afirma que estava na estação de metrô de Edgware Road, no momento dos atentados de 07 de Julho de 2005.